# سیارک ۲۰۰۹
سیارک ۲۰۰۹ (به انگلیسی: 2009 Voloshina، نامگذاری:1968UL) دو هزار و نهمین سیارک کشف شده‌است که در ۲۲ اکتبر ۱۹۶۸ کشف شد.
قدر مطلق سیارک برابر ۱۰٫۸۰ است.